# Революционный антифашистский и патриотический фронт
Революционный антифашистский и патриотический фронт, РАПФ (исп. Frente Revolucionario Antifascista y Patriota, FRAP) — испанская леворадикальная организация городских партизан, созданная активистами КПИ(м-л) в 1973 году для борьбы с диктаторским режимом Франсиско Франко.

## История

### Предыстория
Предшественником партии стал основанный Хулио Альваресом дель Вайо в 1963 году Фронт национального освобождения Испании или ФНОИ (исп. Frente Español de Liberación Nacional, FELN), однако он просуществовал недолго, и, распавшись в 1971 году, дал начало РАПФ.

### Ранние годы
Координационный комитет РАПФ был создан в 1971 году (вскоре после превращения деятельности ФНОИ) как анти-франкистское оппозиционное движение. Его основателями были члены марксистско-ленинистской компартии Испании Хулио Фернандес, Бенита Бенинья Гануса Муньос и Лоренцо Пенья и члены ФНОИ Альберто Фернандес и Хулио Альварес дель Вайо (впоследствии Пенья покинул комитет), а первая насильственная акция была проведена в мае 1973 года, в ходе которой пострадали полицейский инспектор Мадрида Гарсиа и его помощник. Далее последовала серия таких акций, и многие члены комитета были арестованы.

### Расцвет движения РАПФ
Официально движение начало свою деятельность в ноябре 1973 года и начало агитировать за оппозиционные идеи среди испанских студентов и рабочих, призывая их к забастовкам и восстанию. Сразу же были поставлены шесть основных целей РАПФ:
1. Свержение Ф. Франко
2. Создание НФР (Народной Федеративной Республики)
3. Устранение «американского империализма»
4. Национализация монополий
5. Конфискация имущества олигархов и аграрная реформа
6. Расформирование фашистских войск и создание Народной армии

Благодаря первомайским демонстрациям 1973 года РАПФ выработало определённую тактику против полиции, и спустя ровно год после первого пикета испанские студенты-последователи РАПФ вышли на демонстрацию, закончившуюся столкновением между правоохранительными органами и демонстрантами. Во время этого пикета один полицейский погиб, 20 демонстрантов получили ранения и ещё 300 были арестованы.

### «Закат» РАПФ
В 1975 году франкистские репрессии ужесточились, что привело к арестам 11 членов РАПФ, поэтому фронт начал подготовку к так называемой «вооружённой фазе». Заключалась она в том, чтобы убивать испанских полицейских и чиновников. Так, в июле и августе 1975 года оппозиционерами были убиты два полицейских. Такая тактика РАПФ вынудила Испанское правительство обнародовать «антитеррористический закон». После его издания пятеро высокопоставленных членов РАПФ были арестованы, трое из которых были позже казнены. Убийства полицейских и аресты «фронтовиков» продолжались весь 1975 год (в частности, 1 октября того года было убито четверо полицейских; кроме того, РАПФ совершил несколько удачных вооружённых ограблений). После смерти Франко участники движения стали выступать против монархического режима, воспринимая его как продолжение франкистского режима. Однако РАПФ и марксистско-ленинистская компартия к тому моменту уже не имели своей первоначальной силы и «уступили место» ГРАПО и Восстановленной компартии Испании. Последние участники революционного фронта были задержаны полицией в 1978 году.

## Убийства сотрудников полиции
Современным правительством Испании и некоторыми СМИ РАПФ был назван «террористической группировкой». Сотрудники полиции, убитые участниками РАПФ, получили статус жертв терроризма.
| Дата                  | Жертва                          | Место службы                |
| --------------------- | ------------------------------- | --------------------------- |
| 1 мая 1973 года       | Хуан Антонио Фернандес Гитеррес | Вооружённая полиция         |
| 27 сентября 1973 года | Франсиско Хесус Ангуас Барраган | Вооружённая полиция         |
| 14 июля 1975 года     | Люсио Родригес Мартин           | Вооружённая полиция         |
| 16 августа 1975 года  | Антонио Посе Родригес           | Гражданская гвардия Испании |
| 14 сентября 1975 года | Хуан Руис Муньос                | Вооружённая полиция         |
| 29 сентября 1975 года | Диего дель Рио Мартин           | Вооружённая полиция         |